# Сухополова
Сухополо́ва — село в Україні, центр Сухополов'янської сільської громади Прилуцького району Чернігівської області. Населення становить 1211 осіб.

## Історія

### Походження назви
Село має давню історію і згадується як поселення в історичних джерелах, датованих 1629 роком. Назва села походить від назви річки Полова (притока Удаю), яка протікає через село Полову, а ще менше русло Половенька, яке відійшло від річки Полова, на березі якого і виросло поселення.
Згодом, це маленьке русло стало висихати, тому і назва Сухо (всихати) Полова (Половенька) — Сухополова.

### XVIIIст.
Село входило до 1781 року до полкової сотні Прилуцького полку, а потім до Прилуцького повіту Чернігівського намісництва.

#### Власність Горленка
По ревізії 1739 року в селі налічувалось 4 двори і шинок, у якому торгували горілкою монахи. Місце, де розміщувався шинок, відоме — нинішній центр села, там, де зараз автозупинка. Навіть зараз видно, де раніше були винні погреби. У 1742 році селом володів син полковника Д. Горленка Горленко Андрій Дмитрович.
«Населення в цього поміщика терпіло муки гірше, ніж за панів Лядських» — так описував цього поміщика О. Лазаревський в «Истории Прилукского полку». Трохи згодом у селі поселились поміщики Макаренко та Каневський. Був у селі і маєток двох баринь Соломащих. Мали пані 12 га землі, але не змогли повести господарство і тому свої землі заклали під гроші багатому господарю з с. Полової Штонді. А коли гроші закінчилися (тобто вся земля була викуплена), то Штонда залишив 2,5 га бариням і дав пораду — віддати рештки своєї землі бідному хлопцю Максиму Щербині з тим, щоб він доглянув і землю, і саму пані. Максим Щербина піклувався про неї до самої смерті. Оскільки землі у Сухополовій піщані, не родючі, то дуже часто люди йшли на заробітки в м. Прилуки на кустарні фабрики. Дівчата за звичай йшли в няньки, а літом в «услуженіє» до попа Дуброви, чи до панів. У давні часи в Сухополовій був водяний млин. До наших часів млин не зберігся, але відоме місце знаходження млина (на околиці села). З тих часів залишилися деякі сліди (насип). Пізніше побудували два чи три вітрові млини. Коли зробили дорогу до Прилук, посадили сосновий ліс. Стало затишно, вітрові не було де розгулятися, але вітряки не могли працювати. На околицях села знайдено поселення доби бронзи. Діти навчались у церковно-приходській школі, яка знаходилась на межі Прилук і Сухополової (нині це Сорочинська церква).
У 1862 році на хуторі володарському Сухополов'янському було 2 двори де жило 26 осіб
Найдавніше позначення на мапах 1869 рік як хутір Половеньки на 25 хат.
1900 року- хутір Сухополов'янський (Половенька) - 53 двори, 284 мешканці.
У 1911 році на хуторі Сухополов'янському жило 203 особи
Центр села в давнину називався «Угол» біля шинку. Тепер це місце називають «Біля Парфенчука». На цьому «Углі» побудувався багатій Шинкаренко на прізвисько Парфенчук. Нині в цьому будину сільська бібліотека.
Кутки в селі називаються в основному від прізвищ і прізвиськ багатих жителів. Парфенчуків, Чорномазів, Макаренщина. Поряд поле Бабина долина, Горленкове поле, криниця Горленка, Штондин ліс, ліс Бояровщина.

### XX століття
У період 1917—1921 влада у селі змінювалась кілька разів.
Під час німецько-радянської війни проти нацистів билися 92 місцевих жителі. 52 з них за проявлені мужність і відвагу нагороджені орденами і медалями СРСР, 38 — загинули смертю хоробрих.
На території Сухополови була розташована центральна садиба колгоспу «Жовтень», за яким було закріплено 2581 га сільськогосподарських угідь, в тому числі 2173 га орної землі. Колгосп спеціалізувався на виробництві молока, вирощував зернові культури та овочі.

## Населення

### Мова
Розподіл населення за рідною мовою за даними перепису 2001 року:
| Мова            | Кількість | Відсоток |
| --------------- | --------- | -------- |
| українська      | 1176      | 97.11%   |
| російська       | 30        | 2.48%    |
| румунська       | 1         | 0.08%    |
| польська        | 1         | 0.08%    |
| єврейська       | 1         | 0.08%    |
| інші/не вказали | 2         | 0.17%    |
| Усього          | 1211      | 100%     |

## Економіка
В селі діють:
- СПП «Сухополова» (вирощування картоплі)
- ПП «Лобович» (виробництво будівельних конструкцій)
- ресторан «Три сосни»
- підприємства сфери торгівлі

## Соціальна сфера

### Заклади освіти
- Сухополов'янський дошкільний навчальний заклад «Радість» (дитячий садок)
- Сухополов'янський ліцей (директор — Безгубченко Лариса Григорівна)

### Охорона здоров'я
Діє амбулаторія загальної практики — сімейної медицини.

#### Санаторій «Берізка»
Поблизу села розташований санаторій «Берізка», в якому проходять профілактику лікування захворювань опорно-рухового апарату, неврологічні, кардіологічні, гінекологічні захворювання. Заклад розрахований на 160 місць, розміщений на березі ставка в оточенні мішаного лісу на відстані 3 км від автотраси Київ — Суми. Для зовнішніх процедур та лікування використовується бромхлориднонатрієва мінеральна вода місцевого джерела.

## Історичні пам'ятки

### Археологічні
Поблизу села виявлено поселення епохи бронзи (II тисячоліття до н. е.)

### Пам'ятники
Братська могила близько 400 радянських воїнів, які загинули при обороні села у вересні 1941 р., воїнів, які загинули при його звільненні у вересні 1943 р. і пам'ятний знак 123 воїнам-односельчанам. Могила являє собою земляний насип, на якому встановлений чотиригранний постамент зі скульптурою воїна у шинелі, плащ-накидці. На другому плані за пам'ятником встановлена розгорнута стела з 12-ма меморіальними мармуровими дошками, на яких нанесені прізвища загиблих односельчан. Майданчик навколо пам'ятника викладений бетонними плитами. До пам'ятника ведуть сходинки. Могила і стела обнесені дерев'яною огорожею. Дата встановлення — 1957 р.

## Відомі люди
- Безгубченко Сергій Борисович (1989—2014) — солдат 1-ї окремої гвардійської танкової бригади (Гончарівське на Чернігівщині). Загинув у зоні бойових дій.